# Gorjevac
Gorjevac – wieś w Bośni i Hercegowinie, w Federacji Bośni i Hercegowiny, w kantonie uńsko-sańskim, w mieście Bihać. W 2013 roku liczyła 4 mieszkańców, z czego większość stanowili Serbowie.